# آيت بوكيمال (تيداس)
آيت بوكيمال هي إحدى مشيخات المملكة المغربية، تتبع جغرافيا لإقليم الخميسات وإداريًا لتيداس. يقدر عدد سكانها بـ 1063 نسمة حسب الإحصاء الرسمي للسكان والسكنى لسنة 2004.